# Обигарм
Обигарм (тадж. Обигарм) — посёлок городского типа в Рогунском районе Таджикистана. Расположен в 95 км от железнодорожной станции Душанбе.
В 1930—1950-е годы кишлак Оби-Гарм был центром Оби-Гармского района Таджикской ССР. Статус посёлка городского типа с 1977 года. В Обигарме находится бальнеологический курорт с термальными кремнистыми сульфатно-хлоридными натриево-кальциевыми водами и торфяной грязью. Курорт специализируется на лечении заболеваний органов движения и опоры, нервной системы и гинекологических.

## Население
| 1979 | 1989 | 2013 | 2015 | 2019 | 2020 | 2021 | 2022 |
| ---- | ---- | ---- | ---- | ---- | ---- | ---- | ---- |
| 3545 | 7995 | 5800 | 6500 | 7100 | 7400 | 7200 | 7500 |

## Населённые пункты
Посёлку Обигарм подчинены 10 сельских населённых пунктов.
| №  | Населённый пункт | Тип населённого пункта | Население, 2017 |
| -- | ---------------- | ---------------------- | --------------- |
| 1  | Абдулбобиён      | село                   | 111             |
| 2  | Азизи-Бодома     | село                   | 192             |
| 3  | Дехконобод       | село                   | 947             |
| 4  | Кандак           | село                   | 2109            |
| 5  | Кандаки-Кухна    | село                   | 38              |
| 6  | Кимичиён         | село                   | 22              |
| 7  | Лиджак           | село                   | 133             |
| 8  | Навобод          | село                   | 76              |
| 9  | Паси-Мазор       | село                   | 198             |
| 10 | Холипарак        | село                   | 156             |